# Albion (Nebraska)
Albion je grad u američkoj saveznoj državi Nebraska. Prema popisu stanovništva iz 2010. u njemu je živjelo 1,650 stanovnika.